# Баар, Индржих Шимон
Индржих Шимон Баар (чеш. Jindřich Šimon Baar; 7 февраля 1869, Кленчи-под-Черховем — 24 октября 1925, Кленчи-под-Черховем) — чешский прозаик и католический священник. Представитель реалистического направления в литературе. Писал преимущественно сельскую прозу.

## Биография
Й. Ш. Баар с 1880 по 1888 год обучался в гимназии в Домажлице. Затем изучал теологию в Праге. В 1892 был посвящён в сан священника. Был приходским священником в таких местах, как Пржимда, Спалене Поржичи, Стохов, Унетице, Оржех; добивался проведения реформ в церкви. В 1919 году ушёл на пенсию и жил в своей родной деревне.
В период с 1918 по 1921 год был председателем Союза католического духовенства. Прозаические сочинения Баара из сельской жизни находили особенный отклик у живущих в эмиграции чехов (в том числе в США).

## Сочинения
- Chodská trilogie (Ходская историческая трилогия)
  - o Paní komisarka (1923) — роман из чешской жизни 40-х годов XIX столетия
  - o Osmačtyřicátníci (1924)
  - o Lůsy (1925)
- Pro kravičku
- Kanovník
- Počtář
- Jan Cimbura (1908), роман из сельской жизни
- Hanýžka a Martínek
- Holoubek
- Cestou křížovou (1900)
- Poslední rodu Sedmerova
- Farské historky (1908—1912)
- Rodnému kraji (1903)- стихотворения
- Poslední soud (1911)
- Skřivánek a jiné povídky (1912)
- Povídka Hanče (1917)
- Mžikové obrázky (1909—1914)
- Chodské povídky a pohádky (1922)
- Ke Kristu blíž (посмертно, 1936—1940)

## Literatur
- Marie Tauerová Jindřich Šimon Baar. Průvodce jeho životem a dílem. // Archiv: Moravská zemská knihovna (Brno). — Sign.: RKP2-0483.537.